# Hanco Kolk
Hanco Kolk (Den Helder, 11 maart 1957) is een Nederlands striptekenaar en -scenarist die vooral bekend is van de strip Gilles de Geus en de dagbladstrip S1NGLE.

## Carrière
Kolk maakte zijn debuut in het blad Tante Leny presenteert! In 1980 was hij een van de oprichters van het striptekenaarscollectief Studio Arnhem. Na enige tijd anoniem te hebben gewerkt voor het weekblad Donald Duck maakte hij in 1984 de overstap naar het stripblad Eppo, waarvoor hij de strip Gilles de Geus ging maken. Behalve als tekenaar was Kolk actief als scenarist voor andere strips, waaronder Falco en Donjon van Uco Egmond. Samen met Peter de Wit maakte hij de fotostrip Mannetje & Mannetje, die later werd bewerkt voor de VPRO-televisie. Het duo presenteerde bovendien de Teleac-cursus Strip- en Cartoontekenen en maakte sinds 2001 de strip S1NGLE voor onder andere Het Parool, De Gelderlander en het Algemeen Dagblad. Eind jaren tachtig startten Kolk en De Wit hun eigen uitgeverij, De Plaatjesmaker, waarbij onder andere De Pincet Reeks werd uitgegeven.
Een artistiek hoogtepunt bereikte Kolk in 1992 met zijn strip Meccano, die vooral in Frankrijk een grote populariteit kent. Andere bekende strips van zijn hand zijn onder meer Cor Daad (voor Taptoe) en Inspecteur Netjes (voor Sjors en Sjimmie/Sjosji). Een ander hoogtepunt, zeker voor Kolk zelf, was in 2006 een opdracht van het gerenommeerde tijdschrift The New Yorker voor een serie illustraties. In 2010 maakte hij samen met Arnon Grunberg een zogenaamde graphic novel over Grunbergs reis van Istanbul naar Bagdad.
In 2017 maakte hij voor de Robbedoes en Kwabbernoot-reeks Robbedoes door ... het album Tulpen uit Istanboel.
In 1996 won hij de Stripschapprijs voor zijn gehele oeuvre. In 2009 werd de P. Hans Frankfurtherprijs aan hem toegekend.